# Hiroshi Hoshina
Hiroshi Hoshina (Japans: 保科 洋 , Hoshina Hiroshi) (Tokio, 31 januari 1936) is een Japans componist, muziekpedagoog en dirigent.

## Levensloop
Hoshina studeerde muziek aan de Tokyo National University of Fine Arts and Music in Tokio en haalde zijn diploma in het vak compositie. In 1987 won hij de Mainichi Music Composition Contest met het deel Aside uit zijn compositie Fu-Mon. Meerdere van zijn werken werden voor het All Japan Band Contest verplicht gesteld.
Zijn opera, die de aanval met de eerste atoombom op Hiroshima muzikaal beschrijft, vond waardering in de hele wereld. Hij is als gastdirigent en leider van workshops en clinics een veelgevraagd musicus. Hij is tegenwoordig professor aan de Hyogo University of Education en aan de Aichi Prefectural University of Fine Arts and Music in Aichi.

## Composities

### Werken voor orkest
- 1960 Passacaglia voor orkest
- 1978 A Festival
- 1983 Ceremonial Dance voor orkest
- 1998 Variations voor orkest
- 2004 Oraison et Jeux sous un rai lumineux voor orkest

### Werken voor harmonieorkest
- 1966 Preince of Antals
- 1972 Symphonic Movement
- 1972 A Symphonic Conclusion
- 1973 Catastrophe for Symphonic Band
- 1974 Caprice for Symphonic Band
- 1976 Cantilena
- 1980 Ko shi: An Ancient Festival
  1. Gebed van de gemeente
  2. Extatische dans I
  3. Gebed van de jonge priesterinnen
  4. Extatische dans II
  5. Gebed van het volk
- 1984 Meditation
- 1985 Pastorale
- 1985 Ceremonial Dance
- 1986 Fū-Mon (Sand Dunes)
- 1986 Symphonic Ode
- 1988 Concertino, voor tuba solo en harmonieorkest
- 1988 Deux Paysages Sonores 1e deel
- 1989 Crystal Road
- 1989 "Rei Mei" Symphonic Metamorphosis, voor symfonisch blaasorkest
- 1990 Deux Paysages Sonores 2e deel
- 1991 Fanfare and Celebration
- 1991 Caprice, voor marimba en harmonieorkest
- 1992 Reflection, voor harmonieorkest
- 1995 Requiem 1995, voor klarinetorkest (klarinettenkoor)
- 1996 Mémoire
- 1996 Symphony, voor harmonieorkest
- 1997 Over the Blue Sky
- 1999 To May
- 1999 Lamentation To (Theme and Variations)
- 2000 Illumination - nostalgie de jeunesse
- 2001 Etude for Sound and Balance
- 2001 Mnémosyne -Souvenirs d'année en anée
- 2001 Air et vents de mai
- 2003 Chant du crepuscule
- 2005 Caprice, voor harmonieorkest
- Albireo
- A Paean to the Clear Autumn Sky
- Over the Glory
- Savanna
- Shuei
- SYUEI-Meditation, voor harmonieorkest

### Muziektheater

#### Opera's
| Voltooid in | titel          | aktes | première | libretto |
| ----------- | -------------- | ----- | -------- | -------- |
| 1981        | Hadashi no Gen |       |          |          |

### Kamermuziek
- 1958 Strijkkwartet
- 1979 Arabesque, voor saxofoonkwartet
- 1982 Sonatine, voor blaaskwintet
- 1986 Fantasy, voor eufonium en piano
- 2003 Chant du crepuscule, concertino voor fagot (of eufonium) en piano
- 2003 Oraison et Jeux sous un rai lumineux